# Scott Ogden
Scott James Ogden (Doncaster, Yorkshire del Sur, Inglaterra, 16 de octubre de 2003) es un piloto de motociclismo británico que participa en la categoría de Moto3 con el equipo CIP Green Power.

## Biografía
Scott Ogden disputó la edición 2019 de la British Talent Cup. Ogden ganó tres carreras y consiguió siete podios sobre doce carreras disputadas. Ganó el título al terminar en la segunda posición en la última carrera celebrada en el Circuito Nacional de Silverstone y su rival Cameron Horsman en la tercera posición, consiguiendo el campeonato por solo 4 puntos de ventaja. En esta temporada además hizo su debut en el FIM CEV Moto3 Junior World Championship corriendo las rondas de Jerez y Albacete.
En 2020, Scott Ogden disputó su primera temporada completa en el FIM CEV Moto3 Junior World Championship a bordo de una Honda del Junior Talent Team que ganó como premio al consagrarse campeón de la British Talent Cup el año anterior. En su primera temporada en la categoría fue de adaptación a un campeonato de más nivel: de las once carreras de la temporada sumo en seis de ellas, logrando en la tercera carrera celebrada en el Ricardo Tormo de Cheste su meor resultado al terminar la carrera en la 8.º posición. Terminó su primera temporada en el FIM CEV en la 15.º posición con 32 puntos.
En 2021, Scott Ogden fue fichado por el Aspar Junior Team haciendo equipo con el colombiano David Alonso y el español Daniel Holgado. Ogden hizo su mejor temporada a bordo de la GasGas del equipo español: en la segunda carrera de Cataluña, Ogden consiguió su primer podio al terminar en el tercer puesto y en la primera carrera celebrada en Jerez logró su primera victoria en el campeonato. En la última ronda de la temporada en Valencia, Ogden consiguió su primera pole position. Terminó la temporada en el equipo español en la sexta posición con 96 puntos.
En 2022, Scott Ogden dio el paso al Campeonato del Mundo de Moto3 de la mano del equipo de Michael Laverty, el VisionTrack Racing Team. En una formación puramente británica haciendo equipo con su compatriota Joshua Whatley.
El 19 de noviembre de 2024 se hizo oficial que tras tres temporadas corriendo para el MLav Racing en 2025 pasara a correr para el CIP Green Power pasando a correr con una de las KTM RC250GP del conjunto francés.

## Resultados

### FIM CEV Moto3 Junior World Championship
(Carreras en negrita indica pole position, carreras en cursiva indica vuelta rápida)
| Temp. | Moto   | 1       | 2      | 3       | 4      | 5      | 6       | 7      | 8      | 9       | 10      | 11    | 12    | Pos. | Pts. |
| ----- | ------ | ------- | ------ | ------- | ------ | ------ | ------- | ------ | ------ | ------- | ------- | ----- | ----- | ---- | ---- |
| 2019  | Honda  | EST     | VAL    | VAL     | LMS    | CAT    | CAT     | ARA    | JER 24 | JER 22  | ALB Ret | VAL   | VAL   | NC   | 0    |
| 2020  | Honda  | EST Ret | POR 10 | JER Ret | JER 11 | JER 10 | ARA Ret | ARA 19 | ARA 13 | VAL 12  | VAL Ret | VAL 8 |       | 15.º | 32   |
| 2021  | GasGas | EST 10  | VAL 15 | VAL 10  | CAT 5  | CAT 3  | POR 10  | ARA 15 | JER 1  | JER Ret | RSM Ret | VAL 4 | VAL 5 | 6.º  | 96   |

### Campeonato del mundo de motociclismo

#### Por categoría
| Cat.  | Temporadas    | 1.er Gran Premio | 1.er Podio    | 1.ª Victoria  | Carreras | Victorias | Podios | Poles | V.Ráp. | Pts. | CM |
| ----- | ------------- | ---------------- | ------------- | ------------- | -------- | --------- | ------ | ----- | ------ | ---- | -- |
| Moto3 | 2022-presente | Catar 2022       |               |               | 57       | 0         | 0      | 0     | 0      | 68   | 0  |
| Total | 2022–Presente | 2022–Presente    | 2022–Presente | 2022–Presente | 57       | 0         | 0      | 0     | 9      | 68   | 0  |

#### Por temporada
| Temp. | Cat.  | Moto  | Equipo                  | Carreras | Victorias | Podios | Poles | V.Ráp. | Pts. | Pos. |
| ----- | ----- | ----- | ----------------------- | -------- | --------- | ------ | ----- | ------ | ---- | ---- |
| 2022  | Moto3 | Honda | VisionTrack Racing Team | 20       | 0         | 0      | 0     | 0      | 21   | 23.º |
| 2023  | Moto3 | Honda | VisionTrack Racing Team | 17       | 0         | 0      | 0     | 0      | 24   | 23.º |
| 2024  | Moto3 | Honda | MLav Racing             | 20       | 0         | 0      | 0     | 0      | 23   | 20.º |
| 2025  | Moto3 | KTM   | CIP Green Power         |          |           |        |       |        | *    | *    |
| Total | Total | Total | Total                   | 57       | 0         | 0      | 0     | 0      | 68   |      |

- * Temporada en curso.

#### Carreras por año
| Año  | Cat.  | Moto  | 1       | 2      | 3       | 4      | 5       | 6      | 7       | 8      | 9      | 10      | 11      | 12     | 13      | 14     | 15      | 16      | 17      | 18      | 19      | 20      | 21  | 22  | Pos. | Pts. |
| ---- | ----- | ----- | ------- | ------ | ------- | ------ | ------- | ------ | ------- | ------ | ------ | ------- | ------- | ------ | ------- | ------ | ------- | ------- | ------- | ------- | ------- | ------- | --- | --- | ---- | ---- |
| 2022 | Moto3 | Honda | QAT Ret | INA 13 | ARG Ret | AME 12 | POR 13  | SPA 12 | FRA Ret | ITA    | CAT    | GER     | NED Ret | GBR 12 | AUT 21  | RSM 25 | ARA 22  | JPN 20  | THA 15  | AUS Ret | MAL Ret | VAL Ret |     |     | 23.º | 21   |
| 2023 | Moto3 | Honda | POR Ret | ARG 5  | AME 14  | SPA 12 | FRA Ret | ITA 13 | GER 20  | NED 22 | GBR 17 | AUT 22  | CAT 15  | RSM 23 | IND Ret | JPN 18 | INA Ret | AUS DNS | THA DNS | MAL 13  | QAT 19  | VAL DNS |     |     | 23.º | 24   |
| 2024 | Moto3 | Honda | QAT 13  | POR 14 | AME DSQ | SPA 19 | FRA Ret | CAT 16 | ITA 17  | NED 17 | GER 10 | GBR Ret | AUT 19  | ARA 16 | RSM 15  | ERM 18 | INA 13  | JPN 19  | AUS 22  | THA 8   | MAL Ret | SLD 17  |     |     | 20.º | 23   |
| 2025 | Moto3 | KTM   | THA Ret | ARG 12 | AME Ret | QAT 12 | SPA 12  | FRA 12 | GBR 11  | ARA 12 | ITA 12 | NED 7   | GER Ret | CZE 15 | AUT 15  | HUN    | CAT     | RSM     | JPN     | INA     | AUS     | MAL     | POR | VAL | 16.° | 40   |

| Color     | Resultado                                                               |
| --------- | ----------------------------------------------------------------------- |
| Oro       | Ganador                                                                 |
| Plata     | 2.ª plaza                                                               |
| Bronce    | 3.ª plaza                                                               |
| Verde     | Finalizó en los puntos                                                  |
| Azul      | Finalizó sin puntos                                                     |
| Azul      | NC - No clasificado                                                     |
| Violeta   | Ret - No terminó (Carrera)                                              |
| Rojo      | DNQ - No se clasificó                                                   |
| Negro     | DSQ - Descalificado                                                     |
| Blanco    | DNS - No empezó (carrera)                                               |
| Blanco    | WD - Retirado (fin de semana)                                           |
| Blanco    | C - Carrera cancelada                                                   |
| Sin color | DNP - Inscrito pero no participó                                        |
| Sin color | INJ - Lesionado                                                         |
| Sin color | EX - Excluido                                                           |
| Estado    | Resultado                                                               |
| Negrita   | Pole position                                                           |
| Cursiva   | Vuelta rápida                                                           |
| x         | Posición en carrera sprint                                              |
| †         | Abandona, pero clasifica al completar el porcentaje requerido para ello |